# Svenska förläggareföreningens hederspris
Svenska förläggareföreningens hederspris är instiftat av Svenska Förläggareföreningen. Hederspriset delas ut för att uppmärksamma och hedra en nu levande upphovsperson som skapat verk av bestående värde och som genom sin konstnärliga gärning på ett betydelsefullt sätt bidragit till den svenska litterära utgivningen. Det är Svenska förläggareföreningens medlemmar samt vissa upphovsrättsorganisationer som har rätt att nominera personer till priset. Sedan föreslås lämpliga pristagare av en kommitté bestående av sex personer, vilka har utsetts av organisationens styrelse. Beslutet om vem som tilldelas hederspriset fattas sedermera av Svenska förläggareföreningens styrelse. Hederspriset delas ut vid Augustgalan, det delas ut årligen sedan år 2018.

## Pristagare
- 2018 – Ilon Wikland[3]
- 2019 – Jan Stolpe[4]
- 2020 – Per I. Gedin[5]
- 2021 – Marianne von Baumgarten-Lindberg[6]
- 2022 – Bertil Falck[7]
- 2023 – Madeleine Gustafsson[8]
- 2024 – Dillbergs Bokhandel